# Pedralva
Pedralva este un oraș în Minas Gerais (MG), Brazilia.